# Leonhard Kaupisch

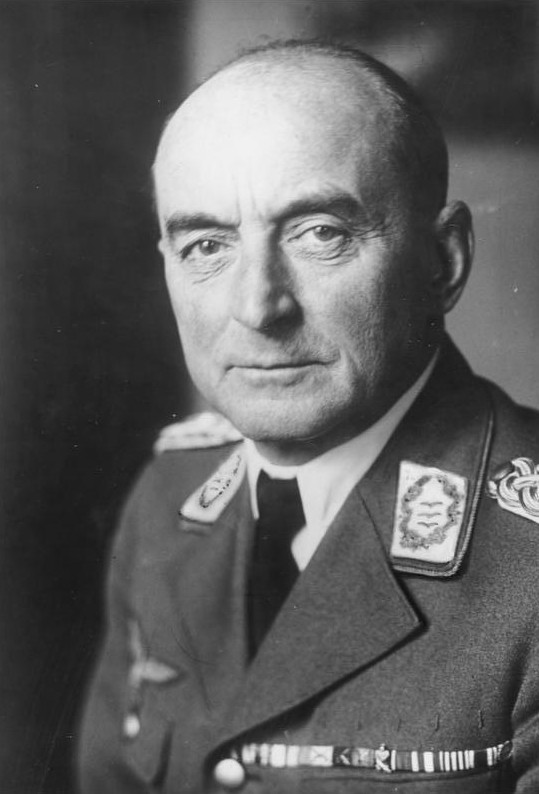
Leonhard Kaupisch als General der Flieger im Jahr 1940

Leonhard Kaupisch (* 1. September 1878 in Bitterfeld; † 26. September 1945 in Weimar) war ein deutscher General der Artillerie im Zweiten Weltkrieg.

## Leben

### Frühe Jahre und Erster Weltkrieg
Kaupisch trat am 18. März 1898 als Fahnenjunker in das Fußartillerie-Regiment „von Dieskau“ (Schlesisches) Nr. 6 ein, wo er bis Ende März 1911 als Kompanieoffizier sowie als Bataillonsadjutant fungierte. Während dieser Zeit besuchte Kaupisch von Oktober 1901 bis September 1903 die Vereinigte Artillerie- und Ingenieurschule in Charlottenburg sowie ferner von Oktober 1907 bis Juli 1910 die Preußische Kriegsakademie. Zum 1. April 1911 folgte seine Kommandierung in den Großen Generalstab. Mit der Beförderung zum Hauptmann wurde er am 22. März 1913 hierher versetzt. Am 27. Januar 1914 wechselte er in den Generalstab des XI. Armee-Korps. Dort erlebte Kaupisch den Ausbruch des Ersten Weltkrieges.
Zum 11. Februar 1915 wechselte er in den Generalstab der 79. Reserve-Division über, wo er bis zum 22. Oktober 1916 verblieb. Während dieser Zeit war Kaupisch vom 3. Oktober bis 15. November 1915 zugleich mit der Führung der II. Abteilung des 4. Badischen Feldartillerie-Regiments Nr. 66 betraut. Anschließend diente Kaupisch vom 23. Oktober 1916 bis 12. Juli 1917 im Generalstab der 8. Armee sowie im Anschluss bis 15. Januar 1918 beim Generalstab des Generalkommando z. b. V. Nr. 56. Während seiner dortigen Zeit war er vom 22. Juli bis 12. Dezember 1917 mit der Wahrnehmung der Geschäfte des Chefs des Stabes des Abschnittkommandos Duschky beauftragt. Am 16. Januar 1918 wechselte Kaupisch zum Generalstab des XI. Armee-Korps über. Ab dem 17. September 1918 diente er über das Kriegsende hinaus bis zum 1. Januar 1919 im Generalstab des XIV. Armee-Korps.

### Weimarer Republik
Beförderungen
- 8. Oktober 1898 Fähnrich
- 18. August 1899 Leutnant
- 17. September 1909 Oberleutnant
- 22. März 1913 Hauptmann
- 16. September 1917 Major
- 5. Februar 1923 Oberstleutnant
- 1. Februar 1927 Oberst
- 1. November 1930 Generalmajor
- 1. März 1932 Generalleutnant
- 1. Dezember 1935 General der Flieger
- 1. September 1940 General der Artillerie (umbenannt)

Vom 2. Januar bis Ende September 1919 diente Kaupisch erneut im Generalstab des XI. Armee-Korps. Anschließend wechselte zum 1. Oktober 1919 in den Stab des Reichswehr-Gruppenkommandos 2 der Vorläufigen Reichswehr nach Kassel über. Am 1. Februar 1923 wurde Kaupisch in das 7. (Bayerisches) Artillerie-Regiment versetzt, wo er bis Ende November 1923 im Stab der I. Abteilung eingesetzt war. Anschließend war er bis Ende März 1926 Kommandeur der I. Abteilung. Danach verließ Kaupisch das Regiment und war bis Oktober 1927 Lehrgangsleiter an der Artillerieschule Jüterbog. Zum 1. November 1927 stieg er zum Chef des Stabes der 2. Division auf. Seine Ernennung zum Artillerieführer V (Stuttgart) erfolgte am 1. Februar 1930. Diese Position bekleidete Kaupisch bis zu seiner Verabschiedung aus dem Militärdienst am 30. September 1932.

### Während der NS-Diktatur
Kaupischs Reaktivierung für die im Aufbau befindliche Luftwaffe erfolgte am 1. April 1934. Hier fungierte er zunächst bis zum 28. Februar 1935 als Präsident des Höheren Luftamtes Berlin, von wo aus er am 1. März 1935 zum Befehlshaber im Luftkreis II (Berlin) aufstieg. In dieser Funktion erfolgte am 1. Dezember 1935 auch seine Beförderung zum General der Flieger. Am 31. März 1938 schied Kaupisch erneut aus dem aktiven Militärdienst aus.
Seine zweite Reaktivierung erfolgte am 1. Januar 1939, als Kaupisch im Heer bis zum 25. August 1939 zunächst zur Verfügung beim Wehrkreis-Kommando III stand. Kurze Zeit später wurde er Befehlshaber des Grenzschutz-Abschnitts-Kommando 1 (Neustettin, Pommern). Während des Überfalls auf Polen fungierte Kaupisch in dem nach ihm benannten und u. a. das Grenzschutz-Abschnitts-Kommando 1 beinhaltenden Korps Kaupisch als Befehlshaber. Im Zuge der Umbenennung des Grenzschutz-Abschnitts-Kommandos 1 in den Stab des Höheren Kommandos z. b. V. XXXI wurde Kaupisch am 25. Oktober 1939 zu dessen Kommandierenden General ernannt. In dieser Position war er einbezogen in die Planung und die dann, ohne Kriegserklärung ab 8. April 1940 beginnende deutsche Okkupation Dänemarks. Dabei konnte es ihm nicht verborgen geblieben sein, dass es sich bei den von ihm zu verantwortenden Handlungen um ein Kriegsverbrechen handelte. In dem von ihm am 9. April 1940 unterschrieben Aufruf an die Streitkräfte und an die Bevölkerung Dänemarks hieß es wahrheitswidrig: dass die eingeleiteten Maßnahmen „die Freiheit des dänischen Volkes und die zukünftige Unabhängigkeit dieses Landes in vollem Umfang achten und sicherstellen“ würden. Sein Stabschef General Kurt Himer hielt sich, als Zivilist getarnt bereits ab 8. April 1940 in Kopenhagen auf, um die verschleierte militärische Invasionsabsicht Deutschlands, das neutrale Land dem eigenen Machtbereich unterzuordnen, mit diplomatischen und politischen Schritten zu tarnen. Das Kommando führte Kaupisch bei der völkerrechtswidrigen Landung seiner Einheiten auf dänischem Territorium, den ersten Kämpfen gegen die sich zur Wehr setzenden Dänen und der Besetzung wichtiger politischer und militärischer Punkte im Rahmen des Unternehmens Weserübung. Der Transport der von ihm geführten Truppenteile an den Einsatzort in Dänemark erfolgte auf dem Luftweg, auf dem Seeweg mit deutschen Schiffen unter „Fremder Flagge“ sowie in kleinerem Umfang auf dem Landweg. Während der Besetzung Dänemarks fungierte Kaupisch vom 9. April bis 31. Mai 1940 kurzzeitig als Wehrmachtbefehlshaber Dänemark. Anschließend war er mit seinem z. B. V. Kommando beteiligt am Westfeldzug im Bereich der Heeresgruppe B, bei der deutschen Besetzung französischen Territoriums. Nach dem Sieg über Frankreich blieb sein Korps in Westfrankreich als Besatzungsmacht stationiert. Am 1. September 1940 erfolgte Kaupischs Ernennung zum General der Artillerie durch Umbenennung seines vorigen Dienstgrades. Am 9. April 1942 gab er das Kommando seines XXXI. Armeekorps ab und trat am Folgetag in die Führerreserve beim Oberkommando des Heeres ein. Dort verblieb er bis zum 30. Juni 1942 und schied anschließend endgültig aus dem Wehrdienst aus. Eine Reaktivierung bis Kriegsende erfolgte nicht mehr.

### Auszeichnungen
- Roter Adlerorden IV. Klasse[3]

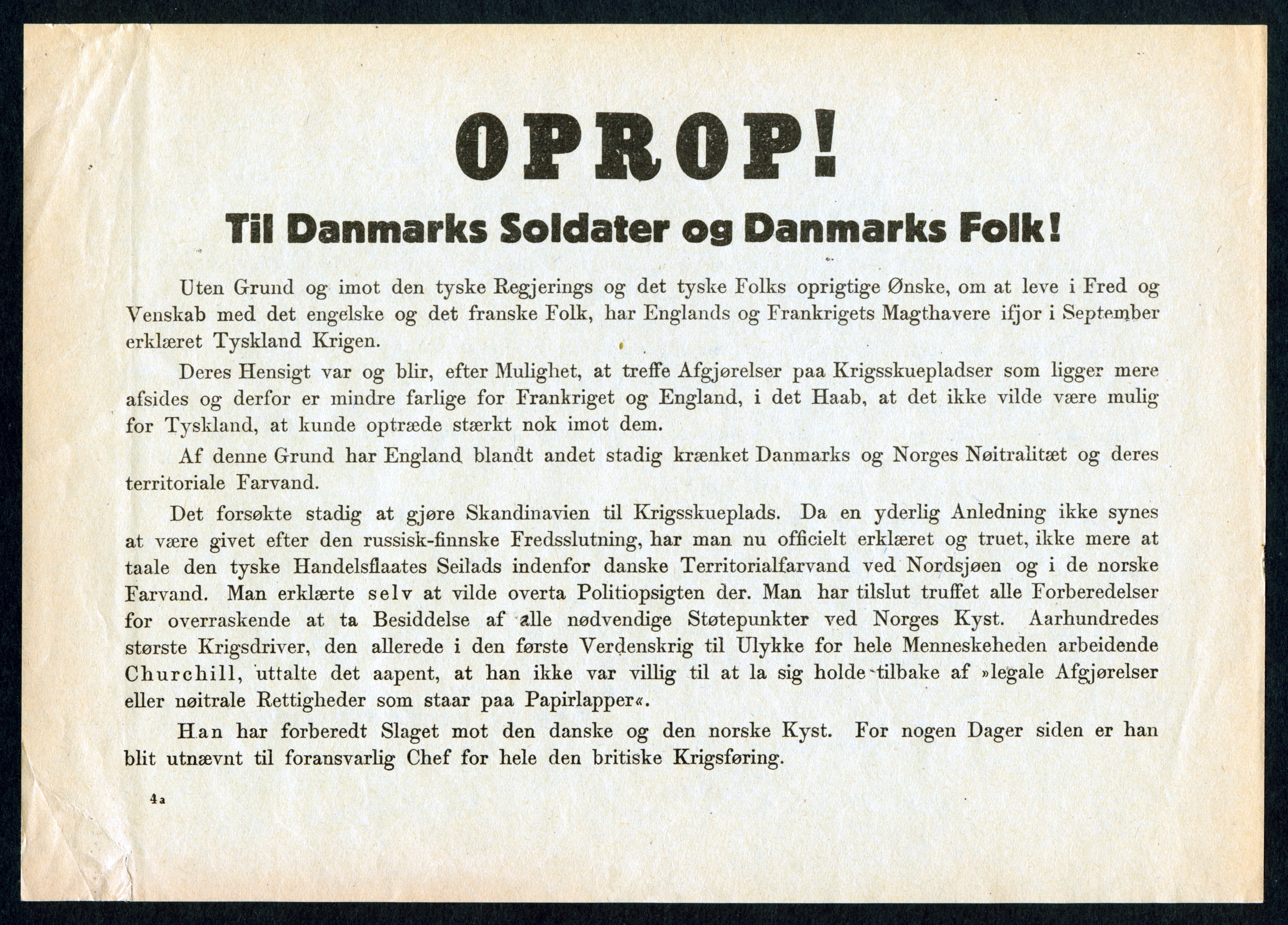
Von Kaupisch signiertes Flugblatt bei der Besetzung Dänemarks, Seite 1

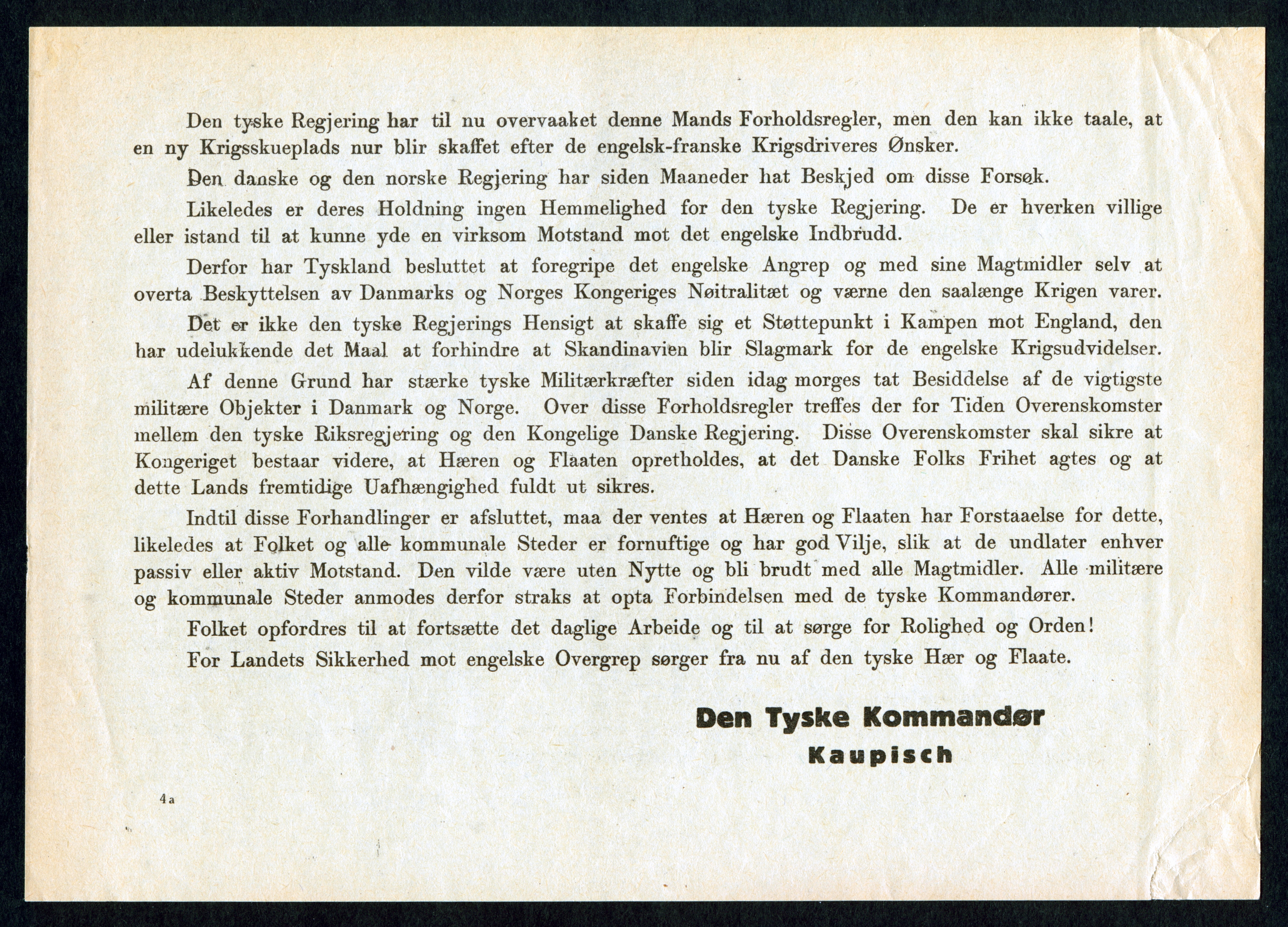
Von Kaupisch signiertes Flugblatt bei der Besetzung Dänemarks, Seite 2

- Preußischer Kronenorden IV. Klasse[3]
- Ritterkreuz II. Klasse des Albrechts-Ordens[3]
- Eisernes Kreuz (1914) II. und I. Klasse[3]
- Ritterkreuz des Königlichen Hausordens von Hohenzollern mit Schwertern[3]
- Preußisches Dienstauszeichnungskreuz[3]
- Ritterkreuz I. Klasse des Friedrichs-Ordens mit Schwertern[3]
- Hanseatenkreuz Hamburg[3]
- Ritterkreuz II. Klasse des Ordens vom Weißen Falken mit Schwertern[3]
- Hanseatenkreuz Bremen[3]
- Ritterkreuz I. Klasse des Sachsen-Ernestinischen Hausordens mit Schwertern[3]
- Reußisches Ehrenkreuz III. Klasse mit Schwertern und Krone[3]
- Lippisches Kriegsverdienstkreuz[3]
- Österreichische Militärverdienstkreuz III. Klasse mit Kriegsdekoration[3]
- Wehrmacht-Dienstauszeichnung IV. bis I. Klasse mit Eichenlaub
- Spange zum Eisernen Kreuz II. und I. Klasse